# Mary Ellen Jones
Mary Ellen Jones, née le 25 décembre 1922 à La Grange Park et morte le 23 août 1996 à Waltham, est une biochimiste américaine. 
Elle est connue pour sa découverte du carbamyl-phosphate synthétase II, une enzyme essentielle à la biosynthèse de l'arginine et de l'urée, et à la biosynthèse des nucléotides pyrimidiniques. 
Elle est la première femme à occuper une chaire à l'Université de Caroline du Nord à Chapel Hill, et la première femme à devenir directrice de département à la faculté de médecine. 
Elle est membre de l'Académie nationale des sciences.  
Elle est également présidente de l'Association des départements de biochimie des facultés de médecine, de la Société américaine pour la biochimie et la biologie moléculaire, et de l'Association américaine des professeurs d'université.  
Le New York Times la qualifie en 1996 de « chercheuse cruciale pour l'ADN » et déclare que ses études ont jeté les bases de la recherche fondamentale sur le cancer. 

## Enfance et éducation
Mary Ellen Jones naît à La Grange Park, en Illinois, le 12 décembre 1922,, de Elmer et Laura Klein Jones.
Elle suit son cursus de bachelor en biochimie à l'université de Chicago. Pendant ses études de premier cycle, elle commence à travailler à temps partiel en tant que bactériologiste pour la société Armour and Company. Une fois diplômée en 1944, et disposant de peu de fonds pour poursuivre des études supérieures, elle continue à travailler pour Armour, où elle collabore avec Paul Munson, le directeur du laboratoire de recherche. Leurs travaux les conduisent à publier deux articles sur l'androstérone et la monopalmitine dans le Journal of Biological Chemistry.
Après avoir épousé Paul Munson en 1948, Mary Ellen Jones intègre l'université Yale pour poursuivre son doctorat en biochimie sous la direction de Joseph Fruton, tandis que Paul Munson devient professeur adjoint en pharmacologie. Sa thèse, intitulée Réactions de transamidation catalysées par la cathepsine C, porte sur les propriétés catalytiques de la cathepsine C, un type de protéase. Elle termine ses études en trois ans, et se voit décerner son doctorat en 1951.

## Carrière universitaire
Une fois diplômée, Mary Ellen Jones part à Boston, où elle effectue un stage postdoctoral avec Fritz Lipmann au laboratoire de recherche chimique du Massachusetts General Hospital. Lorsque le Département de biochimie est créé à l'université Brandeis en 1957, elle rejoint la faculté en tant que professeur adjoint, et est ensuite promue professeure associée.
En 1966, elle est nommée professeure associée  du département de biochimie à l'université de Caroline du Nord à Chapel Hill, puis  en 1968 professeure au Département de zoologie. Elle quitte Chapel Hill en 1971 pour l'université de Californie du Sud où elle exerce comme professeure de biochimie jusqu'en 1978. Elle retourne ensuite à l'Université de Caroline du Nord en tant que professeure et directrice du département de biochimie et occupe la chaire Kenan en 1980. Elle est la première scientifique à occuper une chaire dotée à l'Université de Caroline du Nord et la première femme à devenir directrice de département à la faculté de médecine. Elle démissionne de son poste de présidente en 1989, mais reste active dans la recherche et l'enseignement jusqu'au début de 1995.

## Travaux
Bien que Mary Ellen Jones ait commencé comme bactériologiste chez Armour, elle se passionne finalement pour la recherche en chimie et enzymologie. Elle étudie particulièrement l'androstérone et la monopalmitine à Armour, et la cathepsine C à Yale.
Elle travaille comme stagiaire postdoctorale sous l'autorité de Fritz Lipmann au Massachusetts General Hospital de 1951 à 1957. Pendant cette période, en 1953, Lipmann reçoit le prix Nobel de physiologie ou médecine. Les travaux de Jones avec Lipmann et Leonard Spector comprennent la démonstration de l'implication de l'ATP dans les réactions activant la coenzyme A et produisant du pyrophosphate, ainsi que la découverte du carbamyl-phosphate, un composant clé des nucléotides, essentiel au transfert d'énergie dans les cellules,.
Lorsque Mary Ellen Jones rejoint l'université Brandeis en tant que membre du corps professoral, elle a déjà publié 13 articles : deux de l'époque où elle était technicienne chez Armour, deux autres lors de ses études supérieures à Yale, plus neuf autres à l'occasion de son travail dans le laboratoire de Lipmann. Elle poursuit son travail à Brandeis tout en collaborant avec Leonard Spector. Tous deux continuent à travailler sur le carbamyle-phosphate. identifiant le dioxyde de carbone ou le bicarbonate comme source de l'étape d'activation initiale de sa formation. Plus tard, elle soupçonne qu'il y a deux isoenzymes de carbamoyl-phosphate synthétase distincts. En 1966, avec sa collègue Sally E. Hager, elles publient leurs travaux identifiant une enzyme clé qui nécessite de la glutamine pour la synthèse de l'orotate. Jones et Hager réussissent à stabiliser l'enzyme, la carbamyl-phosphate synthetase II, afin qu'elle puisse être étudiée plus avant.
En sus du métabolisme des acides aminés, Mary Ellen Jones étudie également celui des nucléotides pyrimidiniques. Elle est l'un des premiers chercheurs à étudier les protéines multifonctionnelles, notamment en travaillant sur les enzymes dihydroorotate synthase et uridine monophosphate synthase.
Lorsque Mary Ellen Jones rejoint l'université de Caroline du Nord à Chapel Hill en 1966 en tant que professeure associée, l'espace dans le département de biochimie est limité. Elle doit se contenter de la pièce du sous-sol du département de zoologie.
En 1997, Mary Ellen Jones est reconnue pour ses nombreuses contributions à l'UNC, et qualifiée de « scientifique, humaniste et guerrière dans la lutte pour l'égalité des sexes dans la science » lorsque l'université choisit de donner son nom à un bâtiment. « Mary Ellen était un parangon dont le leadership personnel et scientifique a façonné une grande partie de l'enseignement de la recherche fondamentale dans cette institution », selon le Dr Stuart Bondurant.
Globalement, ses recherches sur l'ADN, l'ARN et les mécanismes des voies métaboliques ont aidé à comprendre comment les cellules se divisent et se différencient, ce qui a ensuite aidé les chercheurs à comprendre l'action des cellules cancéreuses.

## Vie privée
Mary Ellen Jones épouse Paul Munson en 1948 et en divorce en 1971. Ils ont deux enfants: Ethan V. Munson (né en 1956), professeur agrégé d'informatique à l'université du Wisconsin-Milwaukee, et Catherine Munson (née en 1960), psychiatre à Charlotte, en Caroline du Nord. Elle prend sa retraite à 72 ans, en 1995, peu de temps après avoir reçu un diagnostic de cancer de l'œsophage. Elle meurt à Waltham (Massachusetts) le 23 août 1996.

## Prix et distinctions notables
- médaille Wilbur Lucius Cross de l'université de Yale [2],[13](1982)
- présidente de l'Association des départements de biochimie des facultés de médecine[2] (1985)
- présidente de l'American Society for Biochemistry and Molecular Biology[2] (1986)
- chimiste distingué de la North Carolina American Chemical Society[13],[14] (1986)
- présidente de l'Association américaine des professeurs d'université[2] (1988)
- prix Thomas Jefferson de l'université de Caroline du Nord[13],[14] (1990)
- prix en science décerné par l'État de Caroline du Nord[13],[14] (1991)
- élue à l'Académie nationale de médecine[2],[13] (1981)
- élue à l'Académie nationale des sciences[2],[13] (1984)
- élue à l'Académie américaine des arts et des sciences[2],[13] (1991)
- élue membre de la Société américaine de philosophie[2] (1994)
- un centre de recherche de 11 étages à l'université de Caroline du Nord à Chapel Hill porte son nom[13].